# Anton Carl Baworowski

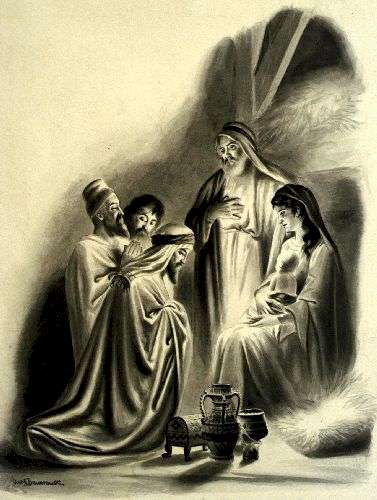
Heilige Nacht

Anton Carl Baworowski (* 28. Januar 1853 in Wien; † 1927 in München) war ein österreichischer Genre- und Historienmaler sowie Illustrator. Er entstammte einer polnischen Adelsfamilie.
Baworowski begann sein Malerstudium an der Akademie der bildenden Künste Wien bei Karl von Blaas, Eduard von Engerth, Carl Wurzinger und Peter Johann Nepomuk Geiger. Er setzte sein Studium an der Königlichen Akademie der Bildenden Künste in München bei Ludwig von Löfftz und Wilhelm Dürr dem Älteren fort. Nach dem Studium ließ er sich 1883 in München nieder.
Baworowski beschäftigte sich mit der Historienmalerei. Seit 1892 widmete er sich der Buchgrafik.

## Illustrierte Bücher (Auswahl)
- Paul Bourget: Der Talisman und andere Novellen. Mit Illustrationen von Anton Carl Baworowski. Berlin 1905.
- Karl Sajó: Aus der Käferwelt. Mit Abbildungen von Anton Carl Baworowski [et al.]. Leipzig 1910.
- Margarete von Oertzen: Ein überwundener Held / Eine Kriegs- u. Siegsgeschichte. Mit 3 Bildern von Anton Carl Baworowski. Schwerin 1916.